# IC 1624
IC 1624 је расијано звјездано јато у сазвјежђу Тукан које се налази на листи објеката дубоког неба у Индекс каталогу.
Деклинација објекта је - 72° 2' 33" а ректасцензија 1h 5m 21,9s. Привидна величина (магнитуда) објекта IC 1624 износи 12,9. IC 1624 је још познат и под ознакама ESO 51-SC17.